# CODY-Einstufungstest
Der CODY-Mathetest CODY-M 2-4 (Computergestütztes Dyskalkulie-Testverfahren und -training) ist ein Diagnostikverfahren, das zur Feststellung von Rechenschwäche oder Dyskalkulie bei Grundschulkindern der 2. bis 4. Klasse eingesetzt wird. Entwickelt wurde der CODY-Mathetest 2013 im Rahmen des CODY-Projektes am Institut für Psychologie der Westfälischen Wilhelms-Universität Münster in Zusammenarbeit mit dem Düsseldorfer Softwareentwickler Kaasa health. Er erstellt ein differenziertes Profil, in dem die basalen mathematischen Kompetenzen und Rechenfertigkeiten des Kindes erfasst werden. Seit März 2018 ist der CODY-M 2-4 Bestandteil der S3-Leitlinie zur Diagnose und Behandlung von Dyskalkulie, die von der Deutschen Gesellschaft für Kinder- und Jugendpsychiatrie, Psychosomatik und Psychotherapie e.V. (DGKJP) initiiert und von 20 wissenschaftlichen Fachgesellschaften und Berufsverbänden aus den Bereichen Psychologie, Pädagogik, Medizin, Didaktik und Lerntherapie konsentiert wurde.

## Einsatz
Das Dyskalkulie-Testverfahren ist Bestandteil der Mathematik-Trainingssoftware Meister Cody ‒ Talasia. Es erfasst die mathematischen Basiskompetenzen des Kindes zu Beginn und im Verlauf des Trainings (nach 30 Tagen). Zudem wird es im Rahmen des CODY-Projektes, an dem zahlreiche Grundschulen beteiligt sind, eingesetzt, um die Entwicklung der mathematischen Kompetenzen von Grundschulkindern unter Einsatz verschiedener Trainingsmethoden zu untersuchen.

## Aufbau
Der Cody-Mathetest dauert etwa 40 Minuten und erfasst die vier Fähigkeitsbereiche basale Zahlenverarbeitung, komplexe Zahlenverarbeitung, Rechnen und Arbeitsgedächtnis. Er umfasst mehrere Subtests, die unterschiedliche mathematische und kognitive Fähigkeiten testen:
- Reaktionszeittest
- Zählen
- Mengenvergleich (symbolisch und gemischt)
- Zahlendiktat
- Rechnen (Addition, Subtraktion, Multiplikation, Platzhalter)
- Zahlensteine
- Zahlenstrahl
- Matrixspanne
- Fehlende Zahl[6]

Die Subtests orientieren sich zum Großteil an den Erkenntnissen Brian Butterworths, der 2003 die Grundlagen eines computergestützten Screening-Verfahrens zum Erkennen einer Dyskalkulie entwickelte.

## Auswertung
Die Testauswertung erfolgt über die Universität Münster. Dabei werden die Testergebnisse mit einer Referenzstichprobe, die sich aus über 600 Schülern der 2. bis 4. Klasse zusammensetzt, verglichen.
Die Testergebnisse werden in Form von Prozenträngen angegeben, die Aufschluss darüber geben, wie gut das Kind im Vergleich zu anderen Kindern derselben Klassenstufe abgeschnitten hat. Dabei wird aus den vier Teilwerten der einzelnen Fähigkeitsbereiche ein Gesamtwert ermittelt.
Die Validität und Reliabilität des Testverfahrens wurden ausgiebig getestet. Die Spezifität des CODY-Mathetests liegt bei 81 und die Sensitivität bei 76. Der RATZ-Index wird auf 0,68 angegeben, was zeigt, dass die Messgenauigkeit des CODY-Mathetests hoch ist.